# ماريال بعيني
ماريال بعيني(17 مارس-) مقدمة برامج تلفزيونية لبنانية.

## حياتها ومشوارها المهني
ولدت في بيروت، عملت في مجال عرض الأزياء منذ أن كانت في سن السابعة عشرة، ظهرت في العديد من الإعلانات التجاري حاصلة على إجازة في إدارة الأعمال في جامعة الروح القدس في الكسليك في السنة الجامعية الأولى وبعد سنتين بدأت تتلقى العروض فاختارت حينها العمل في محطة إم تي في اللبنانية على رغم ان محطات أخرى وافقت على التعاون معها، فكانت البداية مع ربط الفقرات، ثم قدمت برنامج «راحت عليك» الذي كان يتضمن الكثير من المقالب وشاركت إلى جانب نديم مهنا بتقديم برنامج «فورمولا واحد» الرياضي فكانت تتلقى الأسئلة المتعلقة بالبطولات.
عام 2003 قدمت برنامجا منوعا فنيا تقدم حالياً على شاشة قناة الجديد
وتقول ماريال ان العمل التلفزيوني بالنسبة إليها مجرد وبرنامجاً اذاعياً في إذاعة «راديو باكس» تحت عنوان «خفيف نظيف» 
بدايتها كانت مع إذاعة لبنان الحر حيث تعلمت النطق الصحيح وتقديم البرامج
في العام 2003 قدمت برنامجا على قناة art الأوائل بعنوان  طلوا حبابنا مع زويا صقر ووفاء الكيلاني لكن لفترة قصيرة جدا
انتقلت بعدها عام 2004 لتقدم نشرة آخر الأخبار  على قناة روتانا موسيقى حتى نهاية العام 2010 عندما أوقفت القناة إنتاج البرامج
عام 2011 توجهت بعدها إلى قناة ال بي سي الفضائية اللبنانية لتقدم البرنامج المنوع حلوة بيروت لكنها إنسحبت بعد عدة أيام لعدم التعامل معها باحترافية
عادت عام 2013 على نفس القناة لتقدم برنامج شوز بيز واختفت بعدها عن الشاشة لانشغالها في عملها مع شركة عقارات

### حياتها الأسرية
تزوجت من المخرج اللبناني كميل طانيوس ورزقت منه بإبنتها  لين